# Koszovó a 2022. évi téli olimpiai játékokon
Koszovó a kínai Pekingben megrendezett 2022. évi téli olimpiai játékok egyik részt vevő nemzete volt. Az országot az olimpián 1 sportágban 2 sportoló képviselte, akik érmet nem szereztek.

## Alpesisí
Férfi
| Versenyző    | Versenyszám      | 1. futam | 1. futam | 2. futam | 2. futam | Összesítés | Összesítés |
| Versenyző    | Versenyszám      | Idő      | Hely.    | Idő      | Hely.    | Idő        | Helyezés   |
| ------------ | ---------------- | -------- | -------- | -------- | -------- | ---------- | ---------- |
| Albin Tahiri | Lesiklás         |          |          |          |          | 1:52,44    | 35.        |
| Albin Tahiri | Óriás-műlesiklás | 1:13,42  | 37.      | 1:16,43  | 29.      | 2:29,85    | 30.        |
| Albin Tahiri | Műlesiklás       | 1:04,01  | 44.      | 58,93    | 36.      | 2:02,94    | 37.        |

| Versenyző    | Versenyszám | Lesiklás | Lesiklás | Műlesiklás | Műlesiklás | Összesítés | Összesítés |
| Versenyző    | Versenyszám | Idő      | Hely.    | Idő        | Hely.      | Idő        | Helyezés   |
| ------------ | ----------- | -------- | -------- | ---------- | ---------- | ---------- | ---------- |
| Albin Tahiri | Összetett   | 1:52,44  | 22.      | 55,85      | 15.        | 2:48,29    | 15.        |

Női
| Versenyző     | Versenyszám      | 1. futam | 1. futam | 2. futam | 2. futam | Összesítés | Összesítés |
| Versenyző     | Versenyszám      | Idő      | Hely.    | Idő      | Hely.    | Idő        | Helyezés   |
| ------------- | ---------------- | -------- | -------- | -------- | -------- | ---------- | ---------- |
| Kiana Kryeziu | Óriás-műlesiklás | 1:18,78  | 59.      | 1:23,41  | 49.      | 2:42,19    | 49.        |